# Martin Schaudt
Martin Schaudt (Balingen, 7 de dezembro de 1958)  é um adestradora alemão, bicampeão olímpico. 

## Carreira
Martin Schaudt representou seu país nos Jogos Olímpicos de 1996 e 2004, na qual conquistou a medalha de ouro no adestramento por equipes em 1996 e 2004.